# San Juan Cieneguilla
San Juan Cieneguilla è un comune del Messico, situato nello stato di Oaxaca.